# Фролівка
Фро́лівка — село в Україні в Обухівському районі Київської області. Населення селастановить 170 осіб. Орган місцевого самоврядування — Вікторівська сільська рада.

## Географія
Розташоване на річці Росавка, яка з часом перетворилася на сукупність невеликих озер, на межі Кагарлицького та Миронівського районів Київської області. Відстань до Києва складає — 113 км, до районного центру — 20 км.

## Назва
Назва села походить від назви однойменного хутора, який, за деякими даними, 1908 року заснували переселенці з села Мисайлівка (нині — Богуславський район) та назвали його на честь агронома-землевпорядника, уповноваженого з проведення переселення Фролова, який переконав людей оселитися купно, селом. 

## Історія
Через віддаленість від Мисайлівки ще на початку 1920-х років Фролівка набула статусу самостійного села зі своєю сільрадою, першим головою якої обирається А. Івченко. Згодом їй підпорядковуються решта сіл.
У лютому 1924 року на хуторі Фролівка було відкрито першу школу в хаті селянина Лінського, але вже за рік її було переведено у Вікторівку. Першою вчителькою працювала Марія Євменівна Туркова. У 1928−1929 роках в селі Вікторівка, яке розташоване поряд із хуторами Фролівка, Савівка, було відкрито чотирирічну школу. Учні, що навчалися в хутірських школах, були переведені до Вікторівської школи (директор О. О. Ланський). Згодом школа стає семирічною і у ній працює вже 6 вчителів.
У часи колективізації після роз'єднання колгоспу «П'ятирічка» у Фролівці організовується колгосп імені Кірова з земельними угіддями 760 га, куди входила й Тарасівка. Головою колгоспу був член ВКП(б) Т. Литвин з Матвіївки. Під час війни він переховувався на окупованій території, але у 1943 році був схоплений та вивезений у Німеччину. Після повернення працював у колгоспі бригадиром.
У 1950-х роках в с. Фролівка діяла бібліотека, якою керував Василь Герасимович Дригайло, нині — директор Науково-технічної бібліотеки НТУУ «КПІ» імені Г. І. Денисенка. 1959 року бібліотека села Фролівка стала однією з найкращих у Миронівському районі.
Через масовий відтік молоді в міста у 1960-1970-х роках чисельність мешканців села постійно зменшується. Школи, клуби, місцеві органи самоврядування переведено до сусідніх сіл — Вікторівки, Олександрівки.
У різний час високих урядових нагород були удостоєні 65 селян.

## Відомі люди
- Дубова Г. Т. — ланкова буряківничих ланок колгоспу «Соцперемога» (с. Фролівка) — однією з перших у Миронівському районі 1949 року удостоєна звання Героя Соціалістичної Праці. Кавалер орденів Леніна і Трудового Червоного прапора. Народилася в Зеленьках.
- Лисенко М. Г. — ланкова буряківничих ланок колгоспу «Соцперемога» (с. Фролівка) — однією з перших у Миронівському районі 1947 року удостоєна звання Героя Соціалістичної Праці. Кавалер орденів Леніна, Жовтневої революції та Трудового Червоного прапора. Народилася в Зеленьках.